# ديفيد كوري (سياسي)
ديفيد كوري (بالإنجليزية: David Cory)‏ هو سياسي أسترالي، ولد في 3 أغسطس 1928 في وارويك في أستراليا. حزبياً، نشط في الحزب الوطني الأسترالي في كوينزلاند ‏. وقد انتخب عضو المجلس التشريعي ولاية كوينزلاند.